# RP1
Эта статья о белке. О ракетном топливе см. RP-1
 Кислород-регулируемый белок 1, или белок пигментного ретинита 1 (англ. RP1) — белок, который у человека кодируется геном RP1. 
Первоначальное название белка (англ. oxygen-regulated protein 1 — кислород-регулируемый белок 1) связано с его реакцией на уровень кислорода на сетчатке in vivo. Впоследствии была установлена связь кодирующего этот белок гена с аутосомно-доминантным пигментным ретинитом, в связи с чем белок был переименован в RP1 (англ. retinitis pigmentosa 1 protein — белок пигментного ретинита 1). То, что мутации в этом гене вызывают доминантный пигментный ретинит, свидетельствует о важной, но пока что неизвестной роли этого белка в работе фоторецепторов.